# Stazione di Frascati
Stazione di Frascati vasútállomás Olaszországban, Frascati településen.

## Vasútvonalak
Az állomást az alábbi vasútvonalak érintik:
- Róma–Frascati-vasútvonal

## Kapcsolódó állomások
A vasútállomáshoz az alábbi állomások vannak a legközelebb:
- Stazione di Valle Vermiglia
- Stazione di Ciampino (Stazione di Roma Termini, FL4)